# Dejan Grabić
Dejan Grabić (Novo Mesto, 21 settembre 1980) è un allenatore di calcio ed ex calciatore sloveno, di ruolo centrocampista.

## Palmarès

### Giocatore

#### Competizioni nazionali
- Campionato sloveno: 2

Domžale: 2006-2007, 2007-2008
- Campionato albanese: 1

Skënderbeu: 2010-2011
- Coppa di Slovenia: 2

Olimpia Lubiana: 2002-2003
Interblock Lubiana: 2008-2009
- Supercoppa di Slovenia: 1

Domžale: 2007

### Allenatore

#### Competizioni nazionali
- Druga slovenska nogometna liga: 1

Bravo: 2018-2019